# جاي إتش هوبارت وارد
جاي إتش هوبارت وارد (بالإنجليزية: J. H. Hobart Ward)‏ هو ضابط أمريكي، ولد في 17 يونيو 1823 في نيويورك في الولايات المتحدة، وتوفي بنفس المكان في 24 يوليو 1903.